# Masutani Shūji

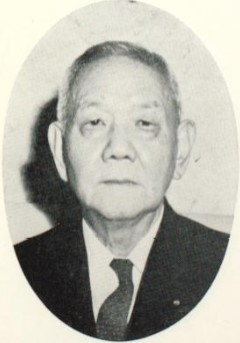
Masutani (1963)

Masutani Shūji (japanisch 益谷 秀次; geboren 17. Januar 1888 in Ushitsu (Präfektur Ishikawa); gestorben 18. August 1973) war ein japanischer Politiker.

## Leben und Wirken
Masutani Shūji nachte 1914 seinen Studienabschluss an der Universität Kyōto im Fach Rechtswissenschaft. Er wurde nach einer Anstellung beim Bezirksgericht Rechtsanwalt. 1918 wurde er bei den allgemeinen Wahlen in den Reichstag gewählt und trat der Rikken Seiyūkai bei. Er war Mitglied der Hatoyama-Faktion, seit er 1922 mit Hatoyama Ichirō an der Spaltung des Verbands und danach an der Gründung der „Seiyūhontō-Partei“ (政友本党) beteiligt war.
So war Masutani nach dem Zweiten Weltkrieg an  der Gründung von Hatoyamas Liberaler Partei beteiligt. Zur Zeit des 1. Yoshida-Kabinetts war er stellvertretenden Außenminister, im 2. und 3. Yoshida-Kabinett Bauminister. Es hieß, er – zusammen mit Hayashi Jōji und Ōno Bamboku – seien die „Tōjimpa Gosanke“ der Partei". Nach seinem Ausscheiden Yoshidas gehörte er der Ikeda-Faktion (池田派) an. Im März 1955, kurz vor der Bildung der Liberaldemokratischen Partei wurde er als Nachfolger von Matsunaga Tō Vorsitzender des Repräsentantenhauses und blieb es für mehr als drei Jahre, von einigen als besonders befähigt gelobt.
Danach war Masutani im 2. Kishi-Kabinett als stellvertretender Ministerpräsident und Leiter der Verwaltungsbehörde (行政管理庁, Gyōseikanri-chō). Mit der Gründung des Ikeda-Kabinetts im Jahr 1960 wurde er Generalsekretär der Liberaldemokratischen Partei. Im folgenden Jahr zog er sich aus der Politik zurück. Er war 14 Mal in Repräsentantenhaus gewählt worden. Er war als starker Trinker unter den Politikern und als „Otoboke“ (おとぼけ), als Scherzbold  bekannt.
Bestattet wurde Masutani in Suzu an der Spitze der Noto-Halbinsel, seiner Heimat.